# Klamp
Klamp ist eine Gemeinde im Kreis Plön in Schleswig-Holstein.

## Geografie und Verkehr
Klamp liegt etwa einen km westlich von Lütjenburg an der Bundesstraße 202. Im Bereich der Gemeinde verläuft auch die Bundesstraße 430. Zwischen der Bundesstraße 430 und der Kossau liegt ein Teil des europäischen NATURA 2000-Schutzgebietes FFH-Gebiet Kossautal und angrenzende Flächen im Gemeindegebiet. Von 1910 bis 1938 war Klamp Bahnstation der Kleinbahn Kirchbarkau–Preetz–Lütjenburg.

## Gemeindegliederung
Zur Gemeinde gehören die Ortsteile Vogelsdorf, Ellert, Wentorf, Rodenkrog, Charlottental, Rönfeldholz, Klamp, Winterfeld, Etz, Teskamp und Weide.

## Geschichte
Im Jahre 1361 wurde auf dem heutigen Gemeindegebiet der Ort „Daventz“ urkundlich erwähnt. Möglicherweise gehörte Daventz zu einer Siedlungsinsel um den Ringwall Neuhaus, der selbst zur Zeit der Völkerwanderungen nicht mehr bestanden hat. Der Name Klamp taucht zum ersten Mal 1460 auf. 1739 erwarb der aus der Linie Hessen-Kassel des Hauses Hessen stammende Friedrich (Schweden) das Gut Klamp. Friedrich I. erwarb die Besitzungen auf Betreiben seiner Mätresse Hedvig Ulrika Taube, um die aus dieser nicht standesgemäßen Ehe stammenden Söhne zu versorgen. Rönfeldholz entstand Anfang des 18. Jahrhunderts auf dem Areal eines zum Kahlschlag verkauften Waldes.

## Politik

### Gemeindevertretung
Bei der Kommunalwahl am 14. Mai 2023 wurden insgesamt neun Sitze vergeben. Von diesen erhielt die Freie Wähler Gemeinschaft Klamp vier Sitze, die SPD drei Sitze und die CDU zwei Sitze.

### Wappen
Blasonierung: „In Rot eine erniedrigte, gefüllte goldene Deichsel, oben belegt mit drei grünen Ähren, die mittlere etwas erniedrigt, unten überdeckt mit elf silbernen Schindeln balkenweise, von denen die beiden äußeren im Schildrand verschwinden.“

## Wirtschaft
Durch die gute Infrastruktur und die Nähe zur Ostsee wurde Klamp nach dem Zweiten Weltkrieg sehr beliebt bei Urlaubern.

## Sehenswürdigkeiten
In der Liste der Kulturdenkmale in Klamp stehen die in der Denkmalliste des Landes Schleswig-Holstein eingetragenen Kulturdenkmale.

## Persönlichkeiten
- Otto Hinrichsen (* 1929), Träger der Verdienstmedaille des Verdienstordens der Bundesrepublik Deutschland und ehemaliger Bürgermeister, ist Ehrenbürger von Klamp.

## Trivia
In der Stahlnetz-Folge „Verbrannte Spuren“ diente Klamp als Drehort für das fiktive Dorf Pretzin  – in der Brandszene kam der Löschwagen der freiwilligen Feuerwehr Klamp zum Einsatz, laut Aufschrift auf der Fahrertür.